# Drymophila
Genre
Drymophila est un genre de passereaux de la famille des Thamnophilidés, originaires d'Amérique du Sud.

## Liste des espèces
Selon la classification de référence du Congrès ornithologique international (version 6.4, 2016) :
- Drymophila ferruginea — Fourmilier rouille, Grisin châtain, Grisin rouilleux (Temminck, 1822)
- Drymophila rubricollis — Fourmilier à collier rouge, Grisin de Bertoni (Bertoni, AW, 1901)
- Drymophila genei — Fourmilier à queue rouge, Grisin à queue rousse (de Filippi, 1847)
- Drymophila ochropyga — Fourmilier à croupion ocré, Grisin à croupion ocre, Grisin grivelé (Hellmayr, 1906)
- Drymophila malura — Fourmilier de Temminck, Grisin malure (Temminck, 1825)
- Drymophila squamata — Fourmilier écaillé, Grisin écaillé (Lichtenstein, MHK, 1823)
  - Drymophila squamata squamata (Lichtenstein, MHK, 1823)
  - Drymophila squamata stictocorypha (Boucard & von Berlepsch, 1892)
- Drymophila devillei — Fourmilier à tête zébrée, Grisin de Deville (Ménégaux & Hellmayr, 1906)
  - Drymophila devillei devillei (Ménégaux & Hellmayr, 1906)
  - Drymophila devillei subochracea (Chapman, 1921)
- Drymophila hellmayri — Grisin des Santa Marta (Todd, 1915)
- Drymophila klagesi — Grisin de Klages, Grisin élégant (Hellmayr & Seilern, 1912)
- Drymophila caudata — Grisin à longue queue, Grisin élancé (Sclater, PL, 1855)
- Drymophila striaticeps — Grisin à tête striée, Grisin de Chapman, Grisin marqué (Chapman, 1912)